# GENTLY (小坂一也のアルバム)
『GENTLY』（ジェントリー）は、小坂一也のアルバム。1983年に日本クラウンからリリースされた。

## 収録曲
Side 1
1. EXIT/IN (Instrumental)
2. 砂遊びの日々
3. アンクル・ペン
4. ホワイト・スポーツ・コート
5. テネシー・ワルツ
6. ロング・ブラック・リムジン

Side 2
1. パパはSINGER
2. 思い出のグリーン・グラス
3. デイビー・クロケットの唄
4. 五番街のマリーへ
5. 悲しきクラウン
6. ラスト・ダンスは私に

## パーソネル
- 小坂一也（歌）
- ラスト・ショウ（伴奏）